# Torque

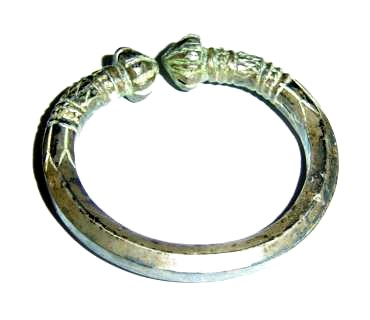
Keltische torque uit massief zilver

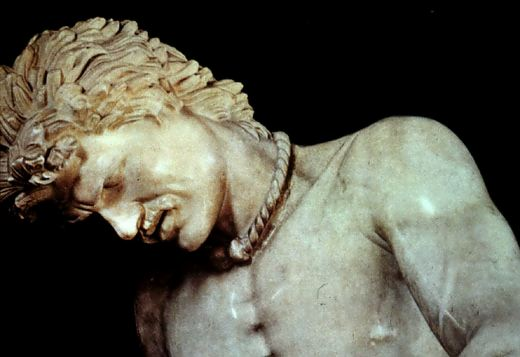
De Stervende Galliër met torque, Musei Capitolini

Een torque of torc is in de Keltische, Germaanse en Noordse cultuur een gesmeed sieraad (halsband of armband) uit edelmetaal (goud, zilver), maar ook van brons, hol of massief, vaak gevlochten en gedraaid, en cirkelvormig omgebogen, waarbij de knoppen aan beide uiteinden elkaar bijna raken.

## Metaalbewerking
Deze knoppen zijn meestal versierd met motieven zoals voluten of afbeeldingen van dierenkoppen. Het is een unieke nek- of armversiering in die zin dat het helemaal niet flexibel is en vaak van een aanzienlijke omvang en gewicht. Men weet nog steeds niet precies hoe het in feite om de nek of arm werd gedaan. De enige mogelijkheid lijkt te zijn dat het rond de ledematen werd gesmeed of vastgeklonken.
Metaalbewerking was bij de Kelten en Germanen trouwens in het algemeen, en niet alleen wat betreft de siersmeedkunst, tot een zeer hoog niveau ontwikkeld en de Romeinen en Grieken spraken hierover vol bewondering.

## Geschiedenis
De torque bestond reeds in de kunst van Achaemeniden in Perzië in 6e tot 4e eeuw v.Chr.

## Functie
Het sieraad werd evenzeer door mannen als door vrouwen en zelfs kinderen gedragen. Het was een teken van aristocratische afkomst. Zowel Teutonen, Galliërs als Britten waren dragers van dit waardevol symbool.
De torque werd niet uitsluitend als draagbaar sieraad aangewend. Het sieraad werd ook als financiële investering bewaard en soms als louter geschenk of als grafgift gebruikt.
De Romeinen gebruikten in later tijden torques die als oorlogsbuit op Kelten en Germanen veroverd waren zelfs als onderscheiding en betaalmiddel voor verdienstelijke soldaten.

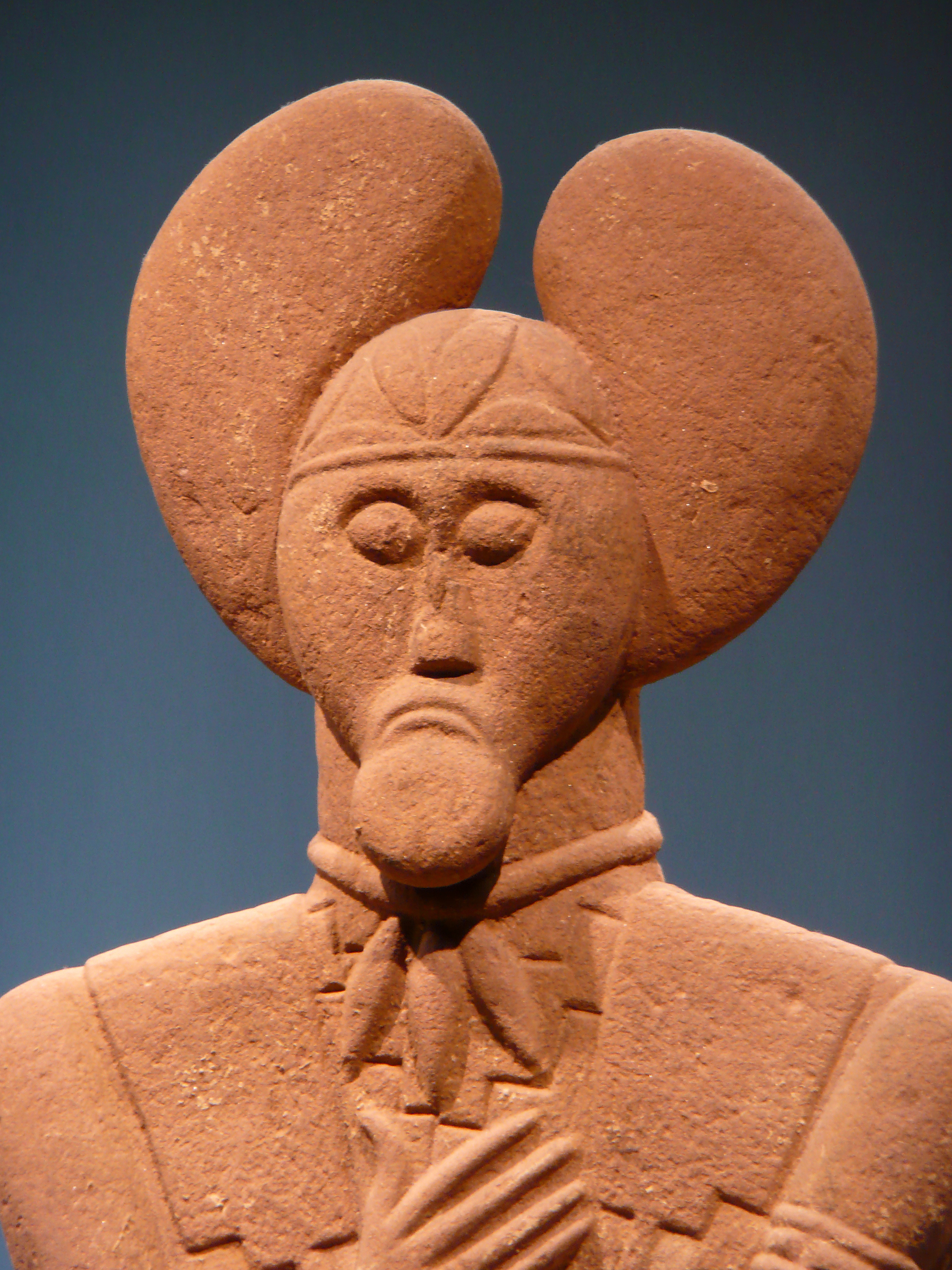
Standbeeld van de Keltenfürst van de Glauberg draagt een torc

## Afbeeldingen in steen en metaal
Op de ketel van Gundestrup staat de Keltische god Cernunnos met een torque in het gedreven metaal van de ketel afgebeeld.
Het 1,5 meter hoge beeld van een krijger uit Ditzingen-Hirschlanden in Duitsland (6e/5e eeuw v. Chr.) draagt een torque.
De stervende Galaten ('Galliërs), marmeren kopieën van bronzen, verdwenen beelden uit Pergamon, dragen een torque.
In het Vorstengraf (Glauberg) werd een torc aangetroffen. Het zandstenen beeld wat naast de grafheuvel lag begraven, droeg een soortgelijke torc.

## Vondsten

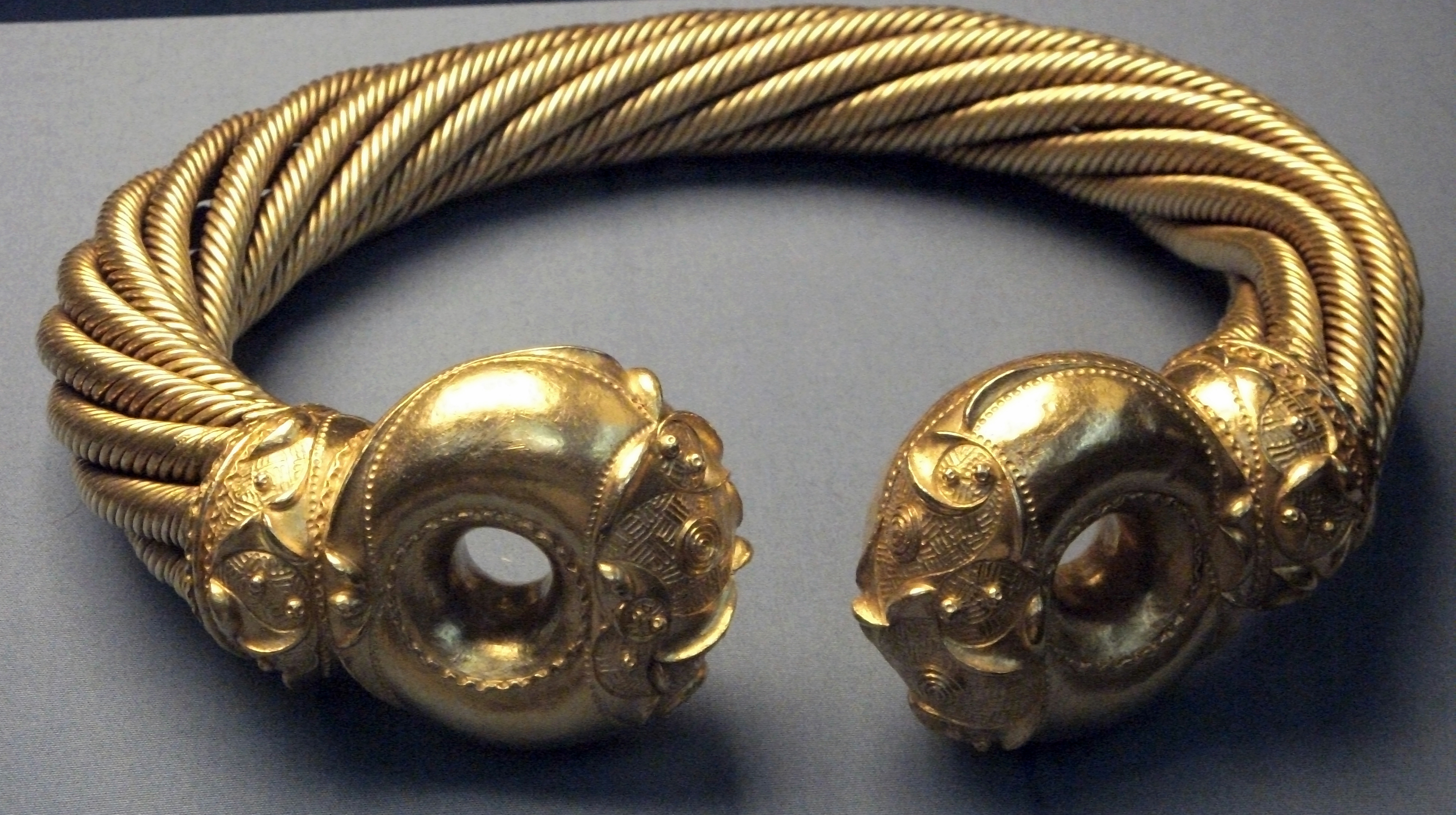
Grote Torque van Snettisham, British Museum

Een bekende torque uit België is die van de Keltische goudschat uit de 1e eeuw voor Christus uit het Belgisch-Limburgse Beringen (waar behalve een complete torque ook nog enkele fragmenten werden gevonden).
In Nederland is slechts één torque gevonden: in 1999 in Heerlen. Deze bevindt zich in het Rijksmuseum van Oudheden in Leiden.
Een van de grootste schatvondsten uit de Keltische periode is de 'schat van Snettisham' (Norfolk). Volgens de Romeinen was dat het gebied van de Iceni. De vondst bestond uit 150 torques, waarvan er 70 compleet waren. Ze lagen verspreid over twaalf kuiltjes in de grond en werden tussen 1948 en 1973 teruggevonden. Waarschijnlijk waren ze daar neergelegd als offer aan de goden. De torques dateren van rond 70 v. Chr.
Het meest spectaculair is de 'Grote Torque van Snettisham'. Hij is van goud en weegt iets meer dan 1 kilo. Hij bestaat uit acht in elkaar gedraaide strengen en elke streng bestaat ook weer uit acht in elkaar gedraaide strengen: 64 draden goud. Aan de uiteinden zijn ze vastgemaakt aan twee gegoten, gouden ringen. Het is de grootste torque, zover bekend en die bevindt zich in het British Museum.

## Afbeeldingen

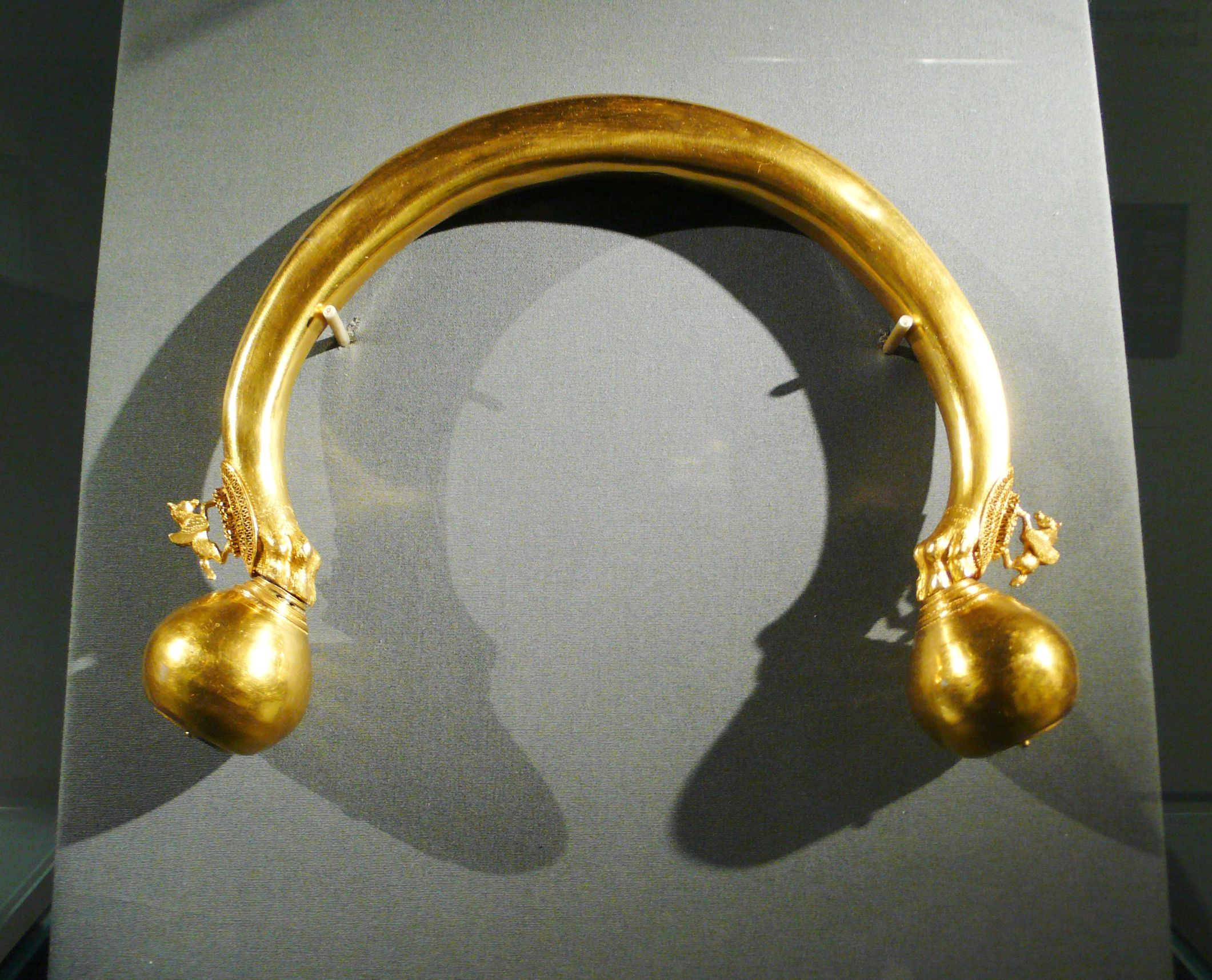
Torque met twee pegasusen, uit het Vorstengraf van Vix
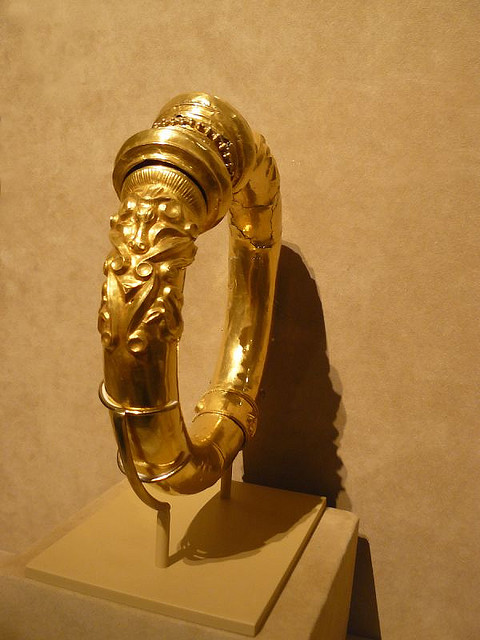
Keltische torque, Metropolitan Museum of Art
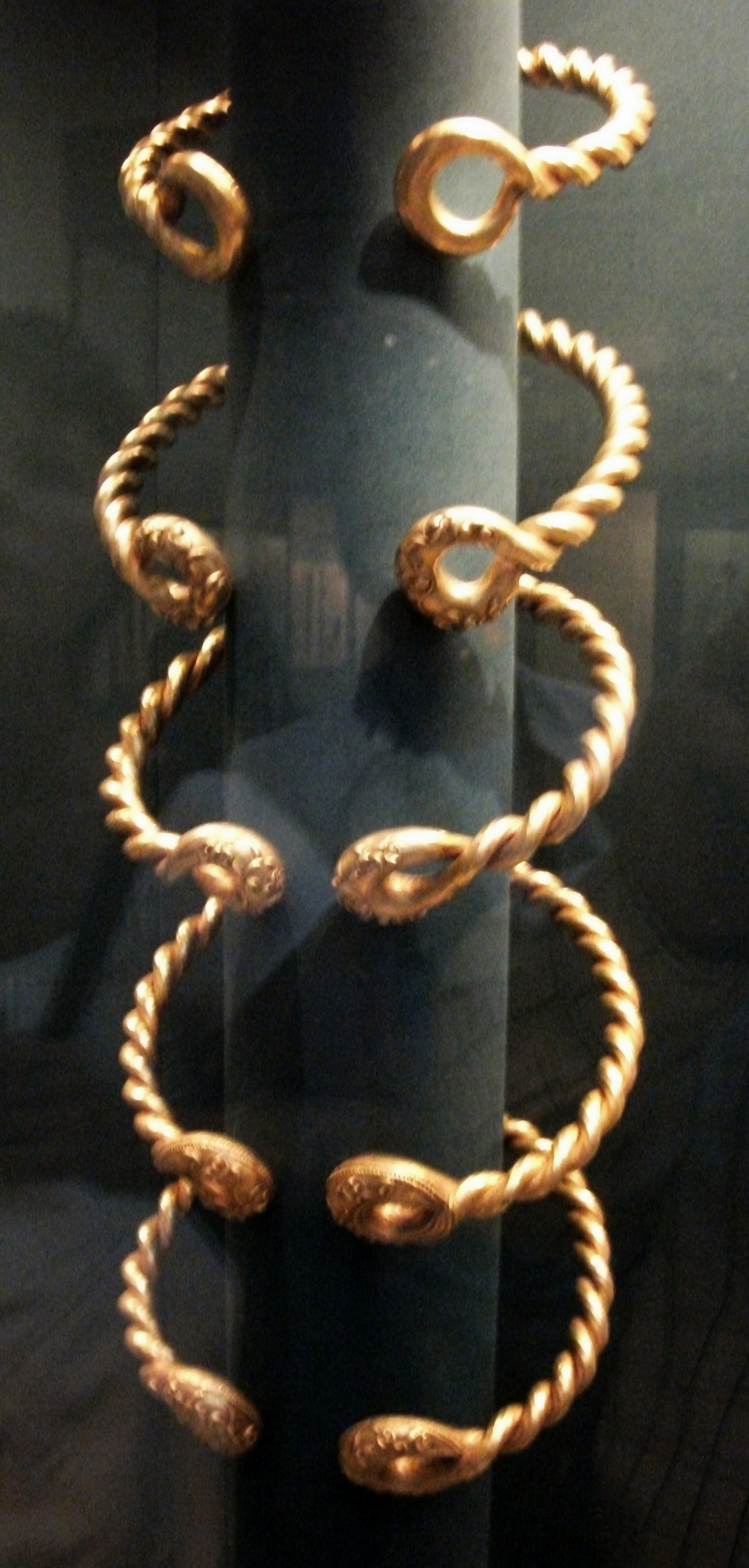
Vijf torques uit de Ipswich Hoard, British Museum
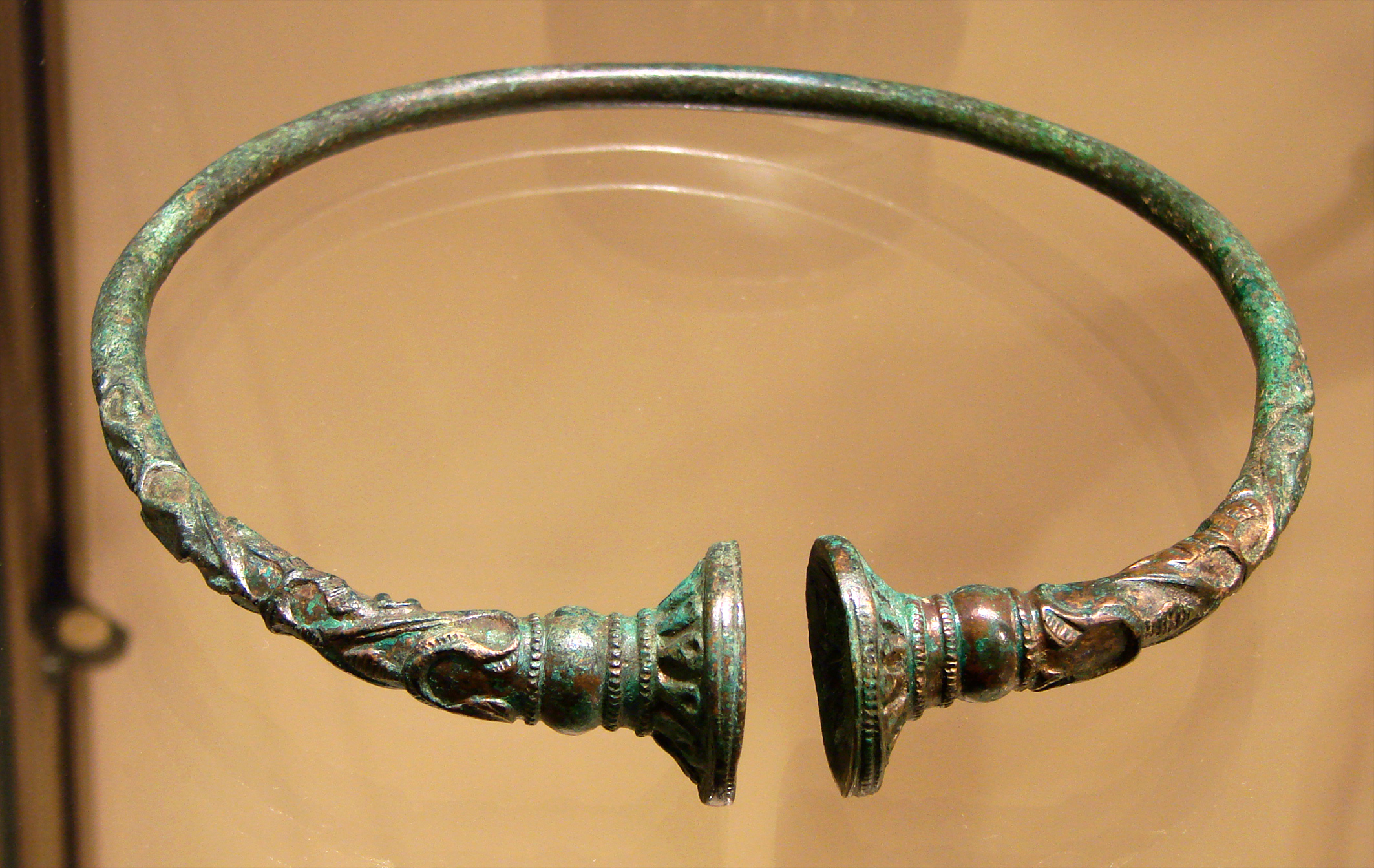
Torque in het Musée d'art et d'archéologie van Laon
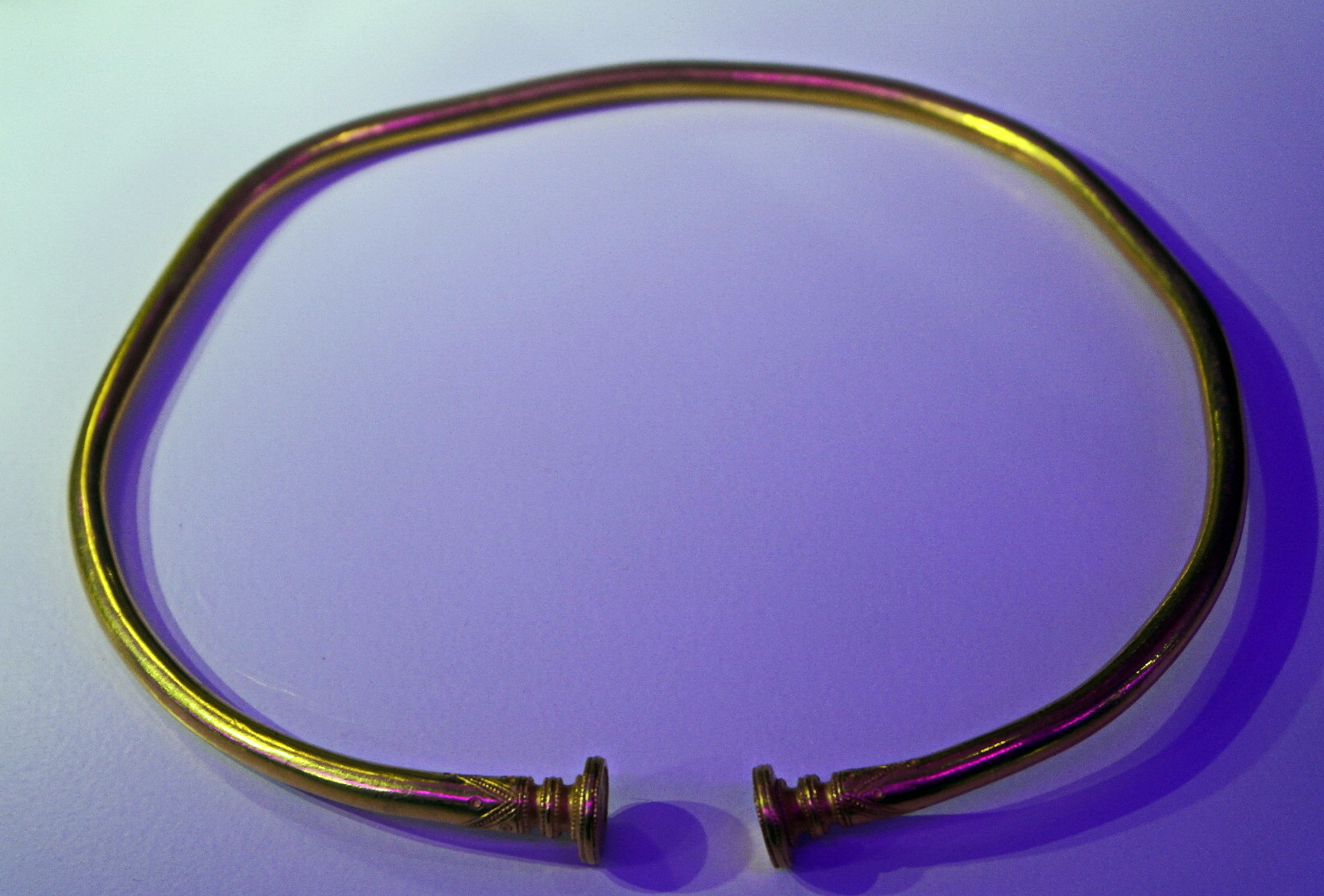
Torque uit Heerlen, RMO, Leiden
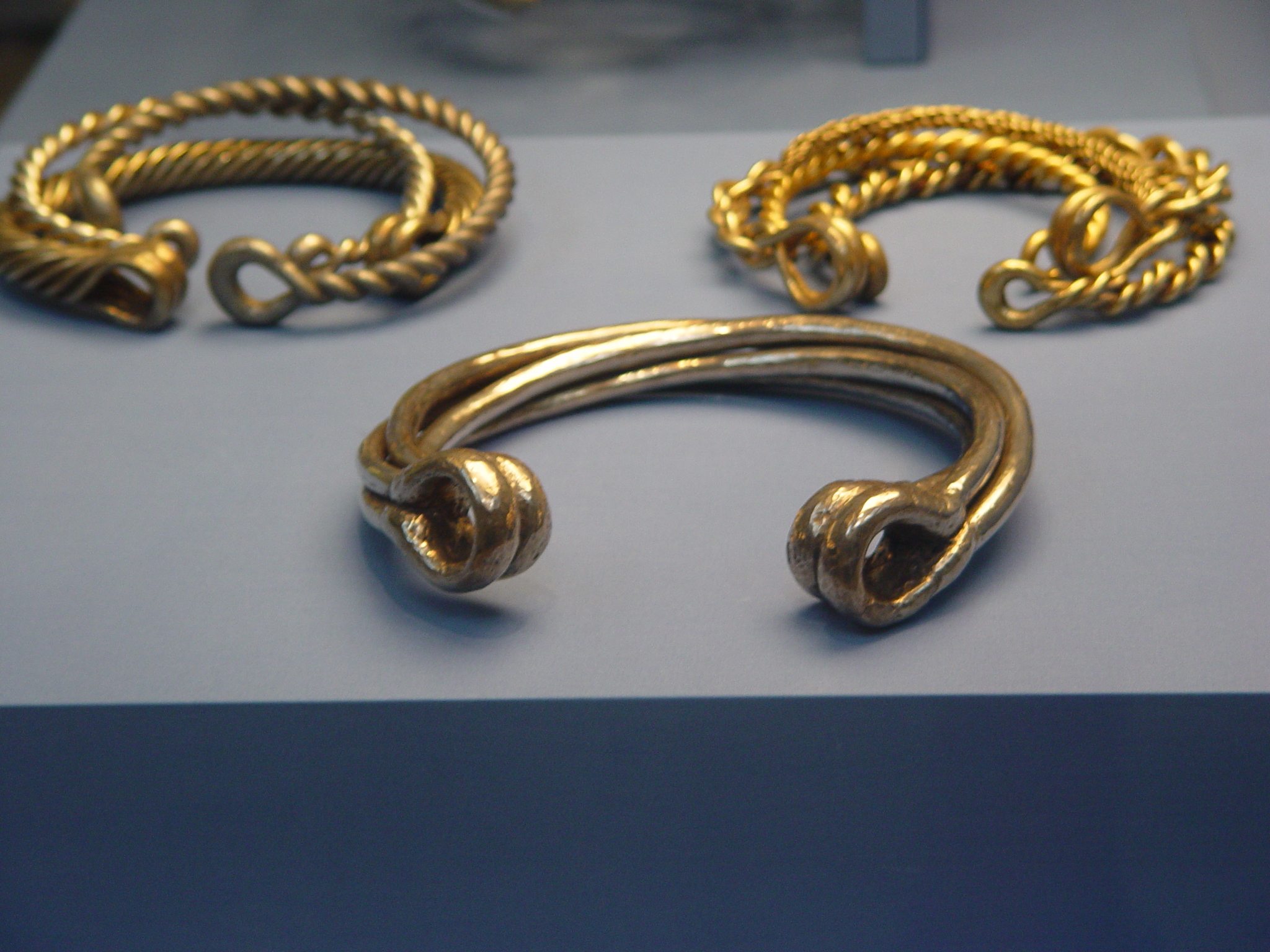
Schat van Snettisham uit de IJzertijd, ca. 75 v. Chr. Twintig gouden en zilveren torques uit Snettisham, Norfolk, gemaakt van gedraaide strengen massief goud en zilver en na enige jaren van intensief gebruik met opzet in een kuil begraven, British Museum